# Station Wonogiri
Wonogiri is een spoorwegstation in de Indonesische provincie Midden-Java.

## Bestemmingen
- Bathara Kresna railbus, naar Purwosari